# Gerd Weber
Gerd Weber (n. 31 mai 1956, Dresda, RDG) este un fotbalist german, medaliat olimpic. A participat la o ediție a Jocurilor Olimpice (1976) în care a câștigat o medalie de aur.

## Participări
Lista de mai jos prezintă principalele competiții la care a participat Gerd Weber de-a lungul carierei.
- fotbal la Jocurile Olimpice de vară din 1976[*]